# Reynard Motorsport
A Reynard Motorsport foi um fabricante de carros de corrida. Inicialmente baseada em Bicester e mais tarde no Reynard Park em Brackley, na Inglaterra, a companhia construiu carros de sucesso para a Fórmula Ford 1600 e 2000, Fórmula Vauxhall Lotus, Fórmula 3, Fórmula 3000 e IndyCar.

## História

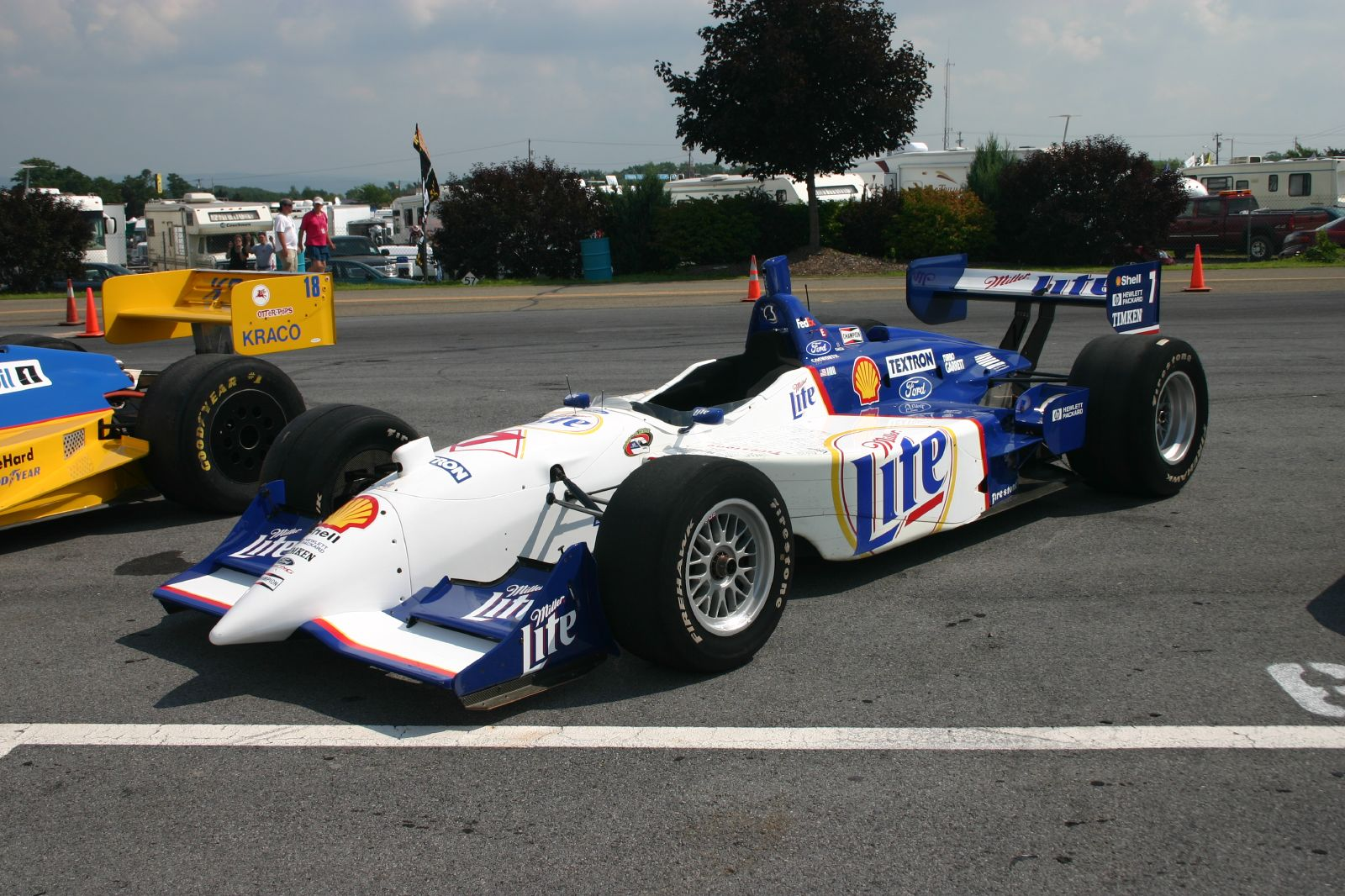
Carro da CART da Reynard Motorsport.

Fundada por Adrian Reynard em 1973 como Sabre Automotive Ltd., a empresa construiu seu sucesso em categorias menores de monopostos, principalmente na Fórmula Ford e suas variantes. O próprio Reynard foi um piloto de sucesso na Fórmula Ford 2000 na década de 70. Em março de 1994 chegou à Champ Car e em 1999 colaborou com o projeto dos carros da equipe BAR para a Fórmula 1. Adrian Reynard formou uma parceria bastante eficiente com seu amigo e rival de Fórmula Ford, Rick Gorne, que tomou conta do lado comercial e de vendas do negócio. Gorne foi uma das primeiras pessoas a trabalhar o espírito das vendas de carros de corrida.